# Mario Castronari
Mario Castronari (* 31. Mai 1954 in Berlin, Deutschland) ist ein britischer Bassist und Komponist des Fusion und  Creative Jazz.

## Wirken
Castronari begann seine Musikerkarriere in Deutschland, wo er 1979 im Trio von Bob Degen, und in den Gruppen von Heinz Sauer und von Thomas Cremer arbeitete, aber auch 1981 bei Albert Mangelsdorff im Deutsch-französischen Jazz-Ensemble spielte und mit Attila Zoller tourte. 1982 verließ er Frankfurt am Main, um sich später in London niederzulassen. Er wurde dort durch seine Zusammenarbeit mit dem Pianisten Howard Riley bekannt; mit ihm und dem Schlagzeuger Tony Marsh bildete er das Feathers Trio. 1995 spielte das Trio zusammen mit Elton Dean das Album Descending Circles ein. Außerdem arbeitete er mit Iain Ballamy, Don Rendell (1991) sowie David Jean-Baptiste (1993), war Mitglied der Duncan Lamont Big Band und der Big Band von Gail Thompson, an deren Alben Jazz Africa und JADU (Jazz Africa Down Under) auf Enja er mitwirkte.  
Breitere Aufmerksamkeit erlangte Castronari durch seine Tätigkeit als Bassist und Komponist für die Fusion-Formation Roadside Picnic, die er mit dem Saxophonisten David O’Higgins bildete. 1990 entstand das Konzeptalbum For Madmen Onlynach Motiven von Hermann Hesses Roman Der Steppenwolf. Am Album La Famille, das sich thematisch dem britischen 70er Jazzrock sowie dem Progressive Rock widmete, wirkten Gastmusiker wie der Saxophonist Mornington Lockett und der Trompeter Steve Waterman mit.

## Diskographische Hinweise
mit Howard Riley
- Feathers Trio (Castronari, Riley, Marsh): Feathers (Spotline, 1988)
- Feathers with Jaki (Slam, 1981–91)
- Wishing on the Moon (Future Music, 1995)
- Descending Circles (Blueprint, 1995)

mit Roadside Picnic
- Roadside Picnic (Novus, 1988) mit David O’Higgins, John C. Smith (ky), Mike Bradley (dr)
- For Madmen Only (Novus, 1990)
- La Famille (B&W, 1995)